# Palatine, Irland
Palatine är en ort i republiken Irland.   Den ligger i grevskapet Kildare och provinsen Leinster, i den centrala delen av landet, 70 km sydväst om huvudstaden Dublin. Palatine ligger 70 meter över havet och antalet invånare är 351.
Terrängen runt Palatine är platt. Runt Palatine är det ganska glesbefolkat, med 40 invånare per kvadratkilometer. Närmaste större samhälle är Carlow, 5,1 km sydväst om Palatine. Trakten runt Palatine består till största delen av jordbruksmark.